# Port lotniczy Pokhara
Port lotniczy Pokhara – międzynarodowy port lotniczy położony w Pokharze. Jest drugim co do wielkości portem lotniczym w Nepalu. Oferuje połączenia do Katmandu i Jomsom.

## Linie lotnicze i połączenia
- Cosmic Air (Jomsom, Katmandu)
- Nepal Airlines (Katmandu)
- Yeti Airlines (Katmandu)
- Buddha Air (Katmandu)